# Schmutzschleuse
Die Schmutzschleuse ist ein Funktionsbereich in Gebäuden. Es handelt sich um den Übergang zwischen dem Innen- und dem Außenbereich, beziehungsweise zwischen Bereichen, die durch Schmutz unterschiedlich beeinträchtigt werden und in denen unterschiedliche Anforderungen an Hygiene und Reinigung gestellt werden, beispielsweise zwischen Produktion und Verwaltung im Industriebetrieb. Die Schmutzschleuse soll den Schmutzeintrag reduzieren und dient somit der Instandhaltung von Immobilien.
In Wohn- und Bürogebäuden, Kaufhäusern und ähnlichen Gewerbeimmobilien ist die Schmutzschleuse räumlich identisch mit dem Eingang. Der Eingangsbereich erfüllt die Funktion als Schmutzschleuse durch die Auswahl von geeigneten Bodenbelägen, beispielsweise Gitterroste, Gummiprofile oder Fußmatten aus Kokos- oder Sisalfaser. Der Besucher soll mindestens sechs bis acht Schritte auf der Schmutzfangzone zurücklegen und darf keine Möglichkeit haben, die Schmutzschleuse zu übergehen. Durch solche Maßnahmen kann bis zu 80 % des üblicherweise ins Innere hineingetragenen Schmutzes abgefangen werden.
In einem landwirtschaftlichen Betrieb besteht die Schmutzschleuse aus einem separaten Raum in der Nähe des Hauseingangs, in dem die Arbeitskleidung gewechselt werden kann. Hier kann sich eine Waschgelegenheit befinden (Dusche, Waschbecken), Aufbewahrungsgelegenheiten für saubere und gebrauchte Arbeitskleidung und -schuhe sowie für Reinigungsmittel, eventuell auch eine separate Waschmaschine.